# جوایز موسیقی آمریکا ۲۰۰۸
جوایز موسیقی آمریکا ۲۰۰۸، سی و ششمین مراسم است که در ۲۳ نوامبر ۲۰۰۸ در تئاتر مایکروسافت در لس آنجلس، کالیفرنیا برگزار شد. مراسم توسط جیمی کیمل میزبانی شد. نامزدها در ۱۱ اکتبر ۲۰۰۸ اعلام شدند.